# Baseballhandschuh

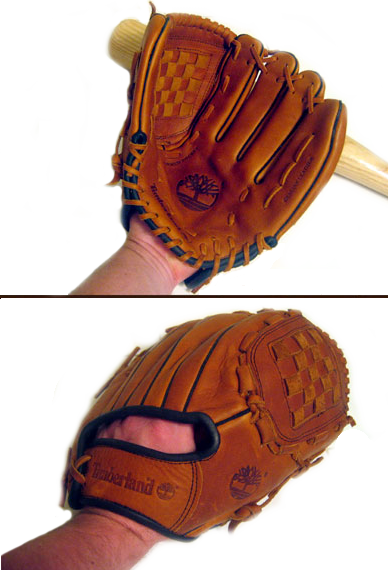
Innen- und Außenseite eines Baseballhandschuhs

Der Baseballhandschuh oder Baseball Glove (im englischen für den Handschuh des Catchers und des First Baseman häufig Mitt) ist ein Sportgerät, das im Baseballsport von der Mannschaft in der Defensive getragen wird. Der Handschuh ist darauf ausgelegt, Schläge des Batters, Pässe der Mitspieler und Würfe des Pitchers leichter fangen zu können. Zudem schützt der Handschuh vor Schmerzen und Verletzungen, die aufgrund der Härte eines Baseballs beim Fangen entstehen könnten.

## Geschichte
In der Geschichte des Baseballs wurde nicht von Beginn an mit Handschuhen in der Defensive agiert. Erst Ende des 19. Jahrhunderts begannen erste Spieler mit Handschuhen zu spielen. Der Urahn des Baseballhandschuhs soll Doug Allison sein, der 1870 nach einer Verletzung seiner Fanghand erstmals einen Handschuh trug.
Die ersten Baseballhandschuhe waren einfache Lederhandschuhe, bei denen die Fingerspitzen abgeschnitten wurden, um bessere Kontrolle des Balles zu haben. Verbreitet wurden die Handschuhe anschließend vor allem durch den First Baseman Albert Spalding, der deutlich bessere Leistungen mit Handschuhen zeigte, und so viele Nachahmer fand. In späteren Jahren gründete Albert Spalding das Unternehmen Spalding, einen Sportartikelhersteller, der noch heute Baseballhandschuhe herstellt und vertreibt.
Die Größe der Baseballhandschuhe nahm über mehrere Jahrzehnte hinweg allmählich zu; ab etwa 1910 begannen die Handschuhe, größer als gewöhnliche Lederhandschuhe zu sein, die heutige Größe wurde erst gegen Mitte des 20. Jahrhunderts erreicht. Um 1920 wurde das "Webbing", eine Lederfläche zwischen Daumen und Zeigefinger, eingeführt.

## Varianten
Moderne Baseballhandschuhe unterscheiden sich in Form und Größe und sind auf die jeweilige Position in der Defensive spezialisiert. So werden unter anderem unterschiedliche Finger ausgespart oder spezielle Polsterungen – vor allem beim Catchers Mitt – hinzugefügt. Es gibt sie jeweils für links- oder rechtshändige Spieler. Ein Rechtshänder trägt einen Handschuh an der linken Hand, die rechte Hand bleibt frei zum Werfen des Balles, dies gilt umgekehrt für einen Linkshänder.
Ein "Mitt" (deutsch: Fäustling) braucht keine einzeln ausgeformten Finger zu haben; bei einem "Glove" (deutsch: Handschuh) müssen dagegen die einzelnen Finger des Handschuhs deutlich separiert ausgeführt werden. Nur der Catcher und der First Baseman dürfen einen "Mitt" verwenden.
Man unterscheidet zwischen:
| Handschuh               | Besonderheiten |
| ----------------------- | --- |
| Catcher’s Mitts         | Die Handschuhe der Catcher sind besonders dick gepolstert, um die sehr schnellen und harten Bälle des Pitchers schmerzfrei fangen zu können. |
| Outfielder’s Gloves     | Die Handschuhe der Outfielder sind möglichst groß und haben tiefe Taschen, um den Ball möglichst gut fangen zu können. Das "Webbing" zwischen Daumen und Zeigefinger ist als Gitter ausgeführt, so dass man zum besseren Fangen von fly balls hindurchsehen kann, wenn man den Handschuh vor das Gesicht hält.                                 |
| Infielders’ Gloves      | Die Handschuhe der Infielder sind etwas kleiner als die der Outfielder, um Schnelligkeit und Beweglichkeit der Spieler nicht zu sehr einzuschränken. Ausnahme bildet der Handschuh des First Baseman. |
| First Baseman’s Mitts   | Der Handschuh des First Baseman ist größer als der der anderen Infielder. Grund hierfür ist die Tatsache, dass der First Baseman einen Großteil der Würfe seiner Mitspieler fangen muss, um den Schlagmann an der ersten Base auszumachen. Der etwas größere Handschuh hilft vor allem, auch schlecht geworfene Bälle besser fangen zu können. |
| Pitchers’ Gloves        | Der Handschuh des Pitchers ist sehr eng genäht und schützt somit den Ball beziehungsweise die Hand vor Blicken von außen, damit der Schlagmann nicht sieht, wie der Pitcher den Ball greift, da er dadurch eventuell die Art des nächsten Wurfes abschätzen kann.                                                                              |
| Switch-Thrower’s Gloves | Diese Handschuhe haben zwei statt einer Daumentasche. Dadurch können sie von Spielern, die abwechselnd mit rechts oder links werfen, von einer Hand an die andere gewechselt werden. |

## Spieler in der Offensive
Die Mannschaft, die in der Offensive ist, trägt keine Handschuhe im Sinne der klassischen Baseball Gloves. Der Batter trägt sogenannte Batting Gloves, dünne Lederhandschuhe, die den sicheren Griff des Baseballschlägers verbessern und vor Blasen und Schmerzen schützen sollen. Batting Gloves sind im Reglement nicht verpflichtend vorgeschrieben und werden daher nicht von allen Schlagmännern getragen.